# Aldea Brazilera – Uruguaiana
Aldea Brazilera – Uruguaiana – трубопровід, що з`єднує газотранспортні системи Аргентини та Бразилії. Станом на 2016 рік єдиний реалізований проект із числа обговорюваних інтерконекторів між цими країнами.
В кінці 1990-х років, враховуючи значне нарощування видобутку в аргентинській провінції Неукен, приступили до спорудження газопроводів для здійснення експорту блакитного палива у сусідні країни. Зокрема, за короткий проміжок часу встигли спорудити 5 ліній до Чилі. До Бразилії також планувалось щонайменше 4 маршрути (два з них – через Паргвай та Уругвай), проте до початку аргентинської газової кризи 2004 року встигли реалізували лише проект Aldea Brazilera – Uruguaiana.
Маршрут газопроводу бере початок на лівому березі Парани навпроти Санта Фе, де під`єднаний до відгалуження від трубопроводу El Gasoducto Norte, та слідує на північний схід через провінції Ентре Ріос та Коррієнтес до бразильського прикордонного містечка Uruguaiana. Довжина газопроводу до кордону 437 км, діаметр труб 600 мм. На момент завершення будівництва у 2000 році початкова потужність об`єкту складала 2,8 млн.м3 на день, що призначались для теплоелектростанції в Uruguaiana, до якої від кордону веде трубопровід довжиною 25 км.
Планувалось, що спорудження внутрішньобразильського газопроводу Uruguaiana - Porto Alegre дозволить збільшити поставки вчетверо. Проте після виникнення гострого дефіциту газу на внутрішньому ринку у 2004 році Аргентина практично припинила його експорт. Так що станом на 2009 рік газопровід Uruguaiana - Porto Alegre все ще перебував на стадії попередніх досліджень.